# Collidosuchus tchudinovi
Collidosuchus  es un género extinto de temnospóndilo archegosáurido que vivió durante el periodo Pérmico en lo que hoy es Rusia, el cual está incluido dentro de la familia Archegosauridae.